# كريت دو شيرفيليلت
كريت دو شيرفيليلت (بالإنجليزية: Crêt du Cervelet)‏ هو أحد جبال سلسلة جورا وجزء من القمة الأم غراند سوم مارتيل يقع في كانتون نيوشاتل, سويسرا. يبلغ ارتفاع الجبل حوالي 1308 متر، بينما يبلغ ارتفاع نتوء الجبل 158 متر.